# Pheidole modiglianii
Pheidole modiglianii är en myrart som beskrevs av Carlo Emery 1900. Pheidole modiglianii ingår i släktet Pheidole och familjen myror. Inga underarter finns listade i Catalogue of Life.